# 요시이다촌
요시이다촌(吉井田村)은 후쿠시마현 시노부군에 있던 촌이다. 현재의 후쿠시마시 요시이다 지구의 대부분에 해당한다.

## 역사
- 1889년 4월 1일 - 정촌제 시행에 의해 4촌의 구역을 가지고 성립하였다.
- 1955년 3월 1일 - 후쿠시마시에 편입해, 동일 요시이다촌이 폐지되었다.

## 참고문헌
- 角川日本地名大辞典 7 福島県